# Arena México
L'Arena México est une salle de spectacle de catch, de boxe et d'arts martiaux mixtes située à Mexico au Mexique. Sa capacité maximale peut atteindre jusqu'à plus de 17 500 places. Elle est connue pour être la plus grande salle de spectacle de la lucha libre.

## Histoire
Cette salle est utilisée par la fédération de catch Consejo Mundial de Lucha Libre pour ses spectacles télévisés et ses spectacles en paiement à la séance, notamment leurs spectacles fêtant l'anniversaire de la fédération.
Elle a également été utilisée pour accueillir les prestations de boxe lors des Jeux olympiques d'été de 1968.

## Spectacles notables

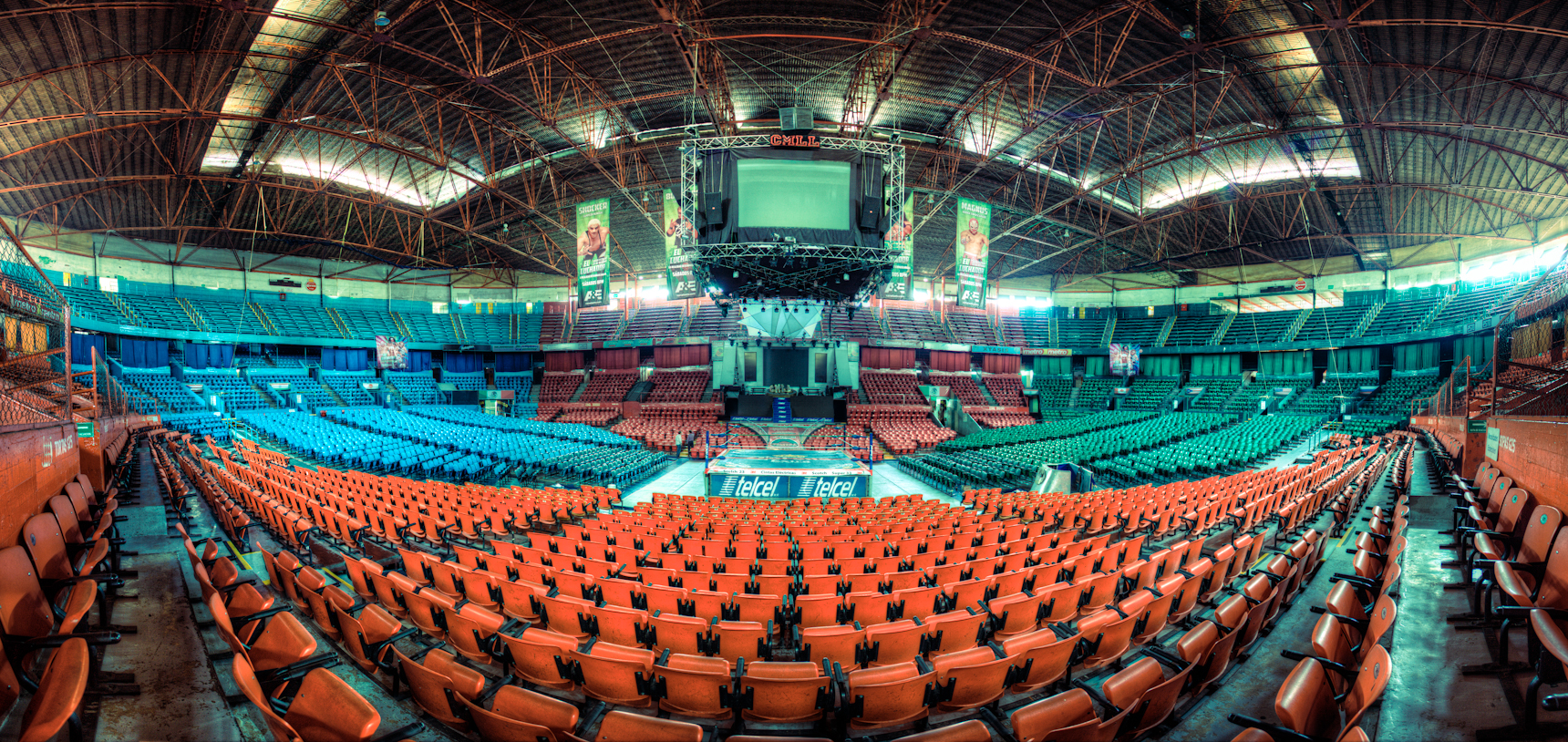
Intérieur de l'Arena México.